# Maratus volans
Maratus volans är en spindelart som först beskrevs av Pickard-Cambridge O. 1874.  Maratus volans ingår i släktet Maratus och familjen hoppspindlar. Inga underarter finns listade i Catalogue of Life.